# Aba Szulim Lewit
Aba Szulim Lewit (Polonia, 24 de junio de 1923-Ib., 16 de noviembre de 2020) fue un testigo del Holocausto y fue considerado uno de los últimos sobrevivientes judíos del campo de concentración de Mauthausen. En 2014 fue orador principal en el Festival of Joy en la Heldenplatz de Viena.

## Biografía
La ciudad natal de Aba Lewit, era un shtetl clásico en el que los judíos constituían la mayoría de la población desde el siglo XVIII y hablaban yiddish entre ellos.  Creció en una familia de clase media, su padre era mayorista de cereales. Lewit tenía dos hermanos y tres hermanas. Asistió al jéder y fue aprendiz de un zapatero judío. 

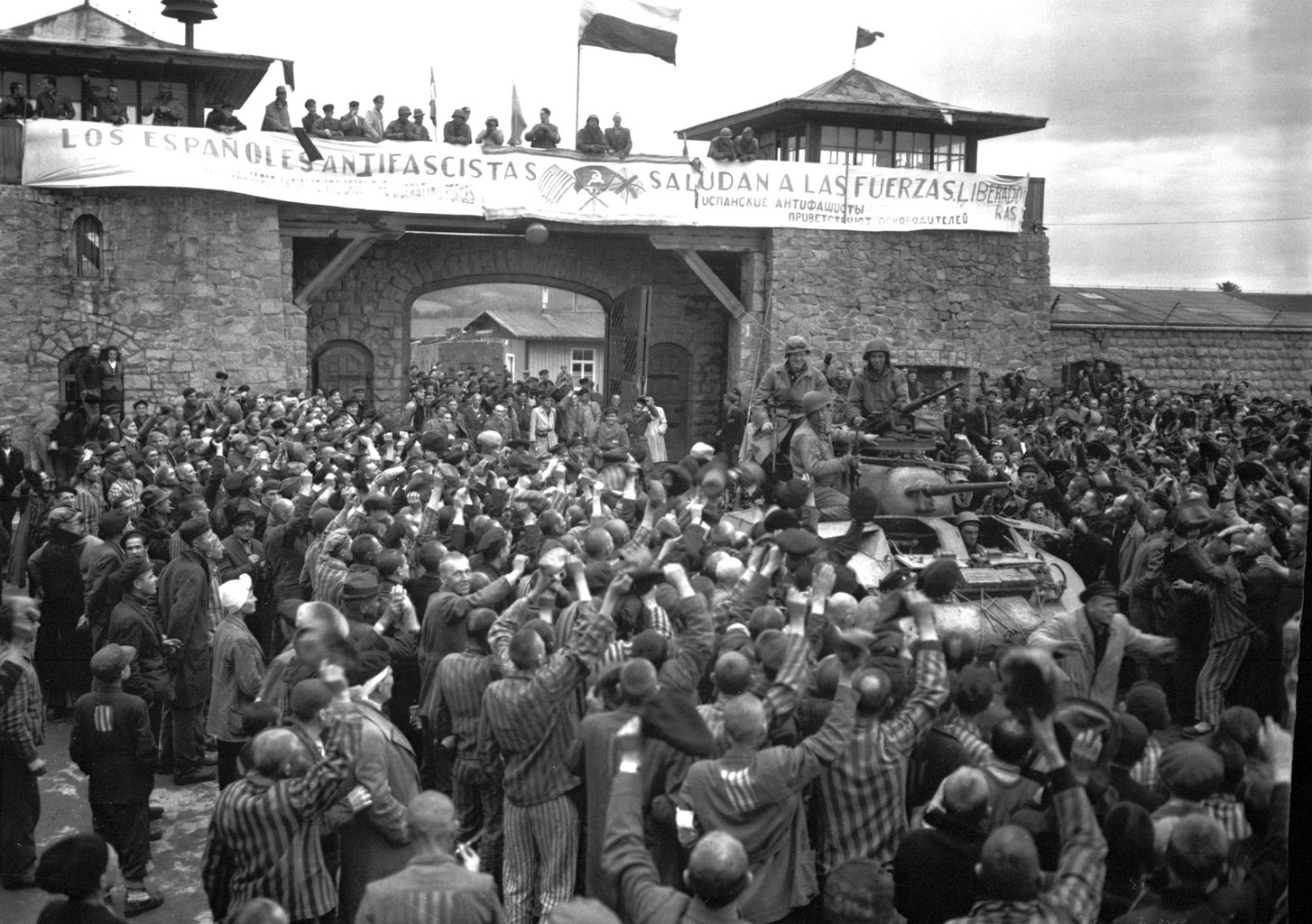
Prisioneros de Mauthausen saludan a la 11ª División Acorazada de los EE. UU. por su liberación bajo una pancarta escrita en español sobre sábanas castrenses

Después del ataque a Polonia por parte de la Wehrmacht alemana en 1939, Aba Lewit fue secuestrado en 1940 a la edad de 17 años en el campo de trabajos forzados para judíos en Cracovia- Kostrze lugar que era utilizado para drenar pantanos y trabajar en alcantarillas.  Después de aproximadamente un año y medio fue enviado al campo de trabajo de Płaszów.  
En Plaszow conoció al notorio comandante del campo Amon Göth, cuyo hábito de disparar a los reclusos del campo con un rifle durante el desayuno fue comentado por Lewit diciendo que Göth solo probó el desayuno si previamente había "matado a ocho o nueve judíos".
Aba Lewit recibió un disparo y resultó gravemente herido por un militar de la SS. Luego, su padre lo escondió en el cuartel del prisionero sin atención médica. Los compañeros de prisión le sacaron tres balas, incluida una bala dum-dum, con un cuchillo. Sus heridas sanaron y en 1943 Aba Lewit fue deportado con su padre y uno de sus hermanos al campo de concentración de Mauthausen.

« “Para recibirnos, tuvimos que quitarnos toda la ropa y nos examinaron todo el cuerpo. Nos aislaron y nos llevaron desnudos a la estación de cuarentena. No había camas, dormíamos hacinados en el suelo" »
(Aba Lewit, Mauthausen Die Presse , Viena, 2 de mayo de 2015).

Aba Lewit en Mauthausen realizó trabajos forzados en las canteras. Los presos tuvieron que arrastrar bloques de granito de hasta 50 kilos por los 186 escalones de la escalera de la muerte, acompañados de golpizas de los guardias. Cualquiera que se sentara recibía un disparo.  

Gerhard Bitzan escribió en 2015 en el diario de Viena Die Presse : “Sadismo total. Ese es uno de los recuerdos centrales de Lewit de Mauthausen. Sadismo, misantropía, brutalidad y humillación ". Debido a su talento artesanal - había especificado, Spengler sería - fue Lewit con padre y hermano en 1944 en el KZ Gusen I , luego a Gusen II transferido, uno de los campos satélites del campo de concentración de Mauthausen , para realizar trabajos pesados en los túneles subterráneos en los que Messerschmitt AG fabricaba aviones de combate para la fuerza aérea alemana.

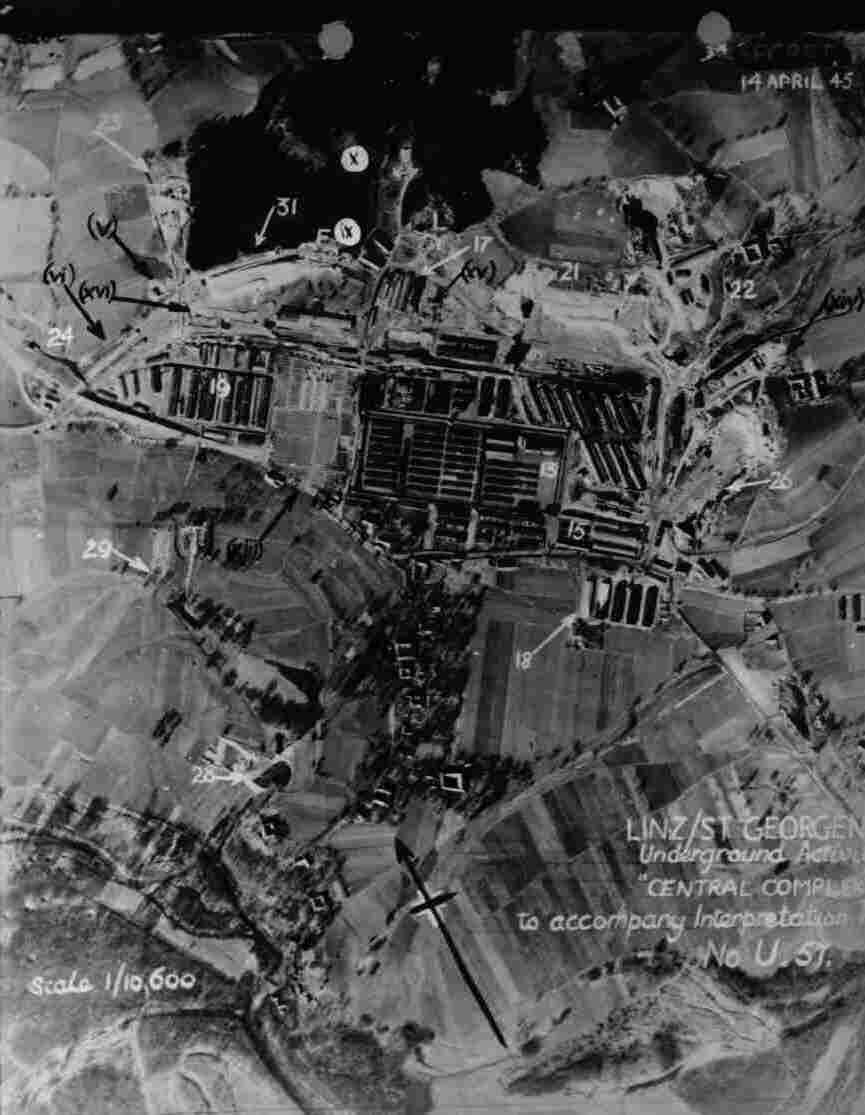
Vista aérea de los campos Gusen I y II

El proyecto secreto tenía el nombre en clave B8 Bergkristall. Durante la marcha diaria por el trabajo forzoso, los hombres de las SS se pararon repetidamente al borde de la calle y golpearon a los prisioneros. Para muchos, Gusen fue un infierno, dice Lewit, trabajo duro, brutalidad, humillación y apenas comer: 

«  "La sopa era agua con un poco de hierba, a veces con cáscaras de papa que sobraban de los hombres de las SS" »
(Prisioneros en el campo de concentración de Gusen 1939-1945).

En Mauthausen y Gusen había muchos sádicos. Lewit informa que estaba subordinado a un superior , para quien tenía que limpiar y cocinar. De esa forma tenía más para comer. Desde principios de 1945, se iba a crear un espacio en el abarrotado campo de Gusen para los presos de Auschwitz .
Aba Lewit sobrevivió a un pase de lista en el que los prisioneros se alinearon desnudos a menos diez grados y tuvieron que permanecer de pie durante horas. La muerte por congelación era un método que se utilizaba principalmente para matar a los prisioneros enfermos, debilitados y otros "indeseables".
En abril de 1945, las SS comenzaron a destruir pruebas de sus crímenes. El 3 de mayo, los últimos miembros de las SS huyeron de los campos de Mauthausen y Gusen ante las tropas aliadas que se acercaban. 
Aba Lewit experimentó la liberación de más de 20.000 prisioneros por parte del ejército estadounidense en Gusen el 5 de mayo de 1945 . Tuvo que ver morir a varios prisioneros a pesar de la atención médica de las unidades médicas del Ejército de Estados Unidos porque ya estaban demasiado débiles y sus cuerpos demacrados ya no podían ingerir alimentos normales. Miles de presos del campo de Mauthausen sobrevivieron a su liberación por solo unos días.
Él mismo no pudo salir inmediatamente del campo de concentración. Posteriormente se incorporó a un pelotón de libertadores en dirección a Linz-Urfahr , que estuvo acompañado por soldados estadounidenses a lo largo de toda la ruta. Un grupo de ex prisioneros se mudó a una casa vacía y compró comida. Después de que los vecinos se quejaron, la policía militar estadounidense se había trasladado. "Les explicamos la situación, luego conseguimos comida y la vida se organizó". Meses después pudo ayudar a identificar a Amon Göth en el campo de internamiento de Dachau .
Dos de sus hermanos fueron asesinados por el régimen nazi, la hermana pequeña René en el gueto de Cracovia y el hermano menor llamado Sismann en Płaszów. Ambos padres y tres de sus hermanos sobrevivieron a la Shoah como él.  
El 8 de abril de 1948, Aba Lewit se casó con Mathilde Kohn, nacida el 11 de junio de 1924 en Viena, una judía sobreviviente del campo de concentración de Ravensbrück . Se establecieron en Viena. Al principio, ambos trabajaron en el comercio de metales de su padre hasta que se dedicaron a la industria textil. Tienen una hija juntos. 
Aba Lewit murió en noviembre de 2020 a la edad de 97 años.

## Compromiso como testigo
Aba Lewit se guardó su experiencia del Holocausto durante mucho tiempo, solo su familia lo sabía. En la década de 1990 comenzó a trabajar como testigo contemporáneo, informando sobre Plaszow y Mauthausen y contribuyendo a la evaluación.  
Asistió a escuelas, concedió entrevistas a los medios. El 8 de mayo de 2014, Lewit apareció como orador principal en el Festival of Joy en Heldenplatz en Viena , junto a la entonces presidenta del Consejo Nacional Barbara Prammer.
En el 70.º aniversario de la liberación de Mauthausen, le dijo a un reportero de Standard : “Las imágenes siempre se quedan en tu cabeza. Las muchas muertes, el sufrimiento, el increíble sadismo "  Con respecto a su actitud actual hacia los nazis de esa época, Lewit afirma que uno no debe agruparse todos; muchos fueron seducidos, la mayoría eran seguidores, los menos activos. Además, no todo el mundo habría mirado hacia otro lado. Como ejemplo, cita un incidente en el contexto de la marcha de llegada al campo de concentración de Mauthausen. Los residentes de una granja habrían arrojado pan a los prisioneros medio muertos de hambre en peligro para ellos mismos.
En enero de 2018, el Comité Internacional de Mauthausen envió un llamamiento de sobrevivientes de campos de concentración de varios países del mundo en forma de carta abierta al presidente federal Alexander Van der Bellen y al canciller federal Sebastian Kurz , en la que advertían urgentemente al gobierno federal contra el extremismo de derecha y el nacionalismo. Mencionaron los ataques xenófobos en el programa del gobierno y los incidentes correspondientes en el FPÖ como desencadenantes

## Sentencia de derechos humanos
En el verano de 2015, apareció en un auditorio de Austria un artículo que insultaba a los prisioneros liberados del campo de concentración de Mauthausen como una "plaga" y "asesinos en masa" que habían saqueado el país. El auditorio tuvo que revocar los pasajes difamatorios, pero la fiscalía de Graz cerró la investigación. Aba Lewit, con el apoyo de los Verdes, apeló al Tribunal Europeo de Derechos Humanos en febrero de 2018 .
Con sentencia unánime el 10 de octubre de 2019, los jueces de Estrasburgo lo confirmaron en el proceso Lewit contra Austria. Vieron una violación del Convenio Europeo de Derechos Humanos, específicamente el artículo 8, el derecho al respeto de la vida privada y familiar. Austria fue sentenciada tras una demanda de supervivientes del Holocausto el dictamen explicaba "La república de Austria tiene que pagar a Lewit 648,48 euros en daños materiales, 5.000 euros en daños morales y 6.832,85 euros en costas legales, más reembolsos de impuestos e intereses". La abogada de Lewit, Maria Windhager, pretendía solicitar la renovación del proceso en Austria.
El ministro de Justicia, Jabloner, consideró la sentencia europea como “una señal importante” y sugirió que se renovara el procedimiento.   